# Prima Categoria Liguria 1962-1963
Il campionato di calcio di Prima Categoria 1962-1963 è stato il V livello del campionato italiano. A carattere regionale, fu il quarto campionato dilettantistico con questo nome dopo la riforma voluta da Zauli del 1958.
Questi sono i gironi organizzati dal Comitato Regionale Ligure per la regione Liguria.

## Girone A

### Squadre partecipanti
| Squadra                | Città (provincia)     | Stagione precedente |
| ---------------------- | --------------------- | ------------------- |
| U.S. Albisola          | Albissola Marina (SV) |                     |
| U.S. Altarese          | Altare (SV)           |                     |
| S.S. Argentina         | Arma di Taggia (IM)   |                     |
| U.S. Auxilium          | Alassio (SV)          |                     |
| Gruppo Sportivo "C"    | Genova (Quart. Pegli) |                     |
| U.S. Cairese           | Cairo Montenotte (SV) |                     |
| U.S. Carcarese         | Carcare (SV)          |                     |
| U.S. Cengio            | Cengio (SV)           |                     |
| U.S. Dianese           | Diano Marina (IM)     |                     |
| U.S. Edera             | Genova (Quart. Pra')  |                     |
| Elah Pegli             | Genova (Quart. Pegli) |                     |
| U.S. Gagliardi Loanesi | Loano (SV)            |                     |
| F.S. Sestrese          | Ge-Sestri Ponente     |                     |
| F.C. Vado              | Vado Ligure (SV)      |                     |
| F.B.C. Varazze         | Varazze (SV)          |                     |
| U.S. Ventimigliese     | Ventimiglia (IM)      |                     |

### Classifica finale
|  | Pos. | Squadra          | Pt  | G   | V   | N   | P   | GF  | GS  | DR   |
|  | ---- | ---------------- | --- | --- | --- | --- | --- | --- | --- | ---- |
|  | 1.   | Cairese          | 48  | 30  | 22  | 4   | 4   | 58  | 24  | +34  |
|  | 2.   | Vado             | 46  | 30  | 18  | 10  | 2   | 62  | 22  | +40  |
|  | 3.   | Sestrese         | 44  | 30  | 18  | 8   | 4   | 68  | 24  | +44  |
|  | 3.   | Gruppo C         | 44  | 30  | 19  | 6   | 5   | 56  | 23  | +33  |
|  | 5.   | Loanesi          | 39  | 30  | 16  | 7   | 7   | 58  | 31  | +27  |
|  | 6.   | Varazze          | 34  | 30  | 14  | 6   | 10  | 52  | 35  | +17  |
|  | 6.   | Edera            | 34  | 30  | 13  | 8   | 9   | 50  | 34  | +16  |
|  | 8.   | Argentina        | 33  | 30  | 14  | 5   | 11  | 56  | 32  | +24  |
|  | 9.   | Cengio           | 29  | 30  | 13  | 3   | 14  | 50  | 56  | -6   |
|  | 10.  | US Albisola 1909 | 27  | 30  | 10  | 7   | 13  | 33  | 45  | -12  |
|  | 11.  | Ventimigliese    | 25  | 30  | 8   | 9   | 13  | 40  | 51  | -11  |
|  | 12.  | Auxilium         | 22  | 30  | 5   | 12  | 13  | 35  | 43  | -8   |
|  | 13.  | Elah Pegli       | 20  | 30  | 7   | 6   | 17  | 43  | 51  | -8   |
|  | 14.  | Carcarese        | 17  | 30  | 7   | 3   | 20  | 34  | 73  | -39  |
|  | 15.  | Dianese          | 16  | 30  | 5   | 6   | 19  | 28  | 60  | -32  |
|  | 16.  | Altarese (-1)    | 1   | 30  | 0   | 2   | 28  | 15  | 134 | -119 |
|  |      |                  | 479 | 480 | 189 | 102 | 189 | 738 | 738 | 0    |

Legenda:
      Ammesso agli spareggi promozione.
      Retrocesso in Seconda Categoria.
  Retrocesso e in seguito riammesso.
Regolamento:
Due punti a vittoria, uno a pareggio, zero a sconfitta.
Note:
Altarese ha scontato 1 punto di penalizzazione in classifica per una rinuncia.

## Girone B

### Squadre partecipanti
| Squadra                   | Città (provincia)                   | Stagione precedente |
| ------------------------- | ----------------------------------- | ------------------- |
| A.C. Arsenalspezia        | La Spezia                           |                     |
| U.S. Bolzanetese          | Genova (Quart. Bolzaneto)           |                     |
| G.S. Borgoratti           | Genova (Quart. Borgoratti)          |                     |
| U.S. Busallese            | Busalla (GE)                        |                     |
| Pol. Carlo Grasso         | Rapallo (GE)                        |                     |
| S.S. Croce Verde          | Genova (Quart. Sestri Ponente)      |                     |
| U.S. Don Bosco            | Genova (Quart. Sampierdarena)       |                     |
| G.S. Fincosit             | Genova (Quart. Sampierdarena)       |                     |
| S.C. Ligorna Vivaldi      | Genova                              |                     |
| U.S. Pontedecimo          | Genova (Quart. Pontedecimo)         |                     |
| S.C. Riva Trigoso         | Riva Trigoso di Sestri Levante (GE) |                     |
| U.S. Rivarolese           | Genova (Quart. Rivarolo)            |                     |
| A.C. Sammargheritese      | Santa Margherita Ligure (GE)        |                     |
| U.S. Sampierdarenese 1946 | Genova (Quart. Sampierdarena)       |                     |
| U.I.T.E. Sez. Calcio      | Genova                              |                     |
| S.S. Vigili Urbani        | Genova                              |                     |

### Classifica finale
|  | Pos. | Squadra              | Pt  | G   | V   | N   | P   | GF  | GS  | DR  |
|  | ---- | -------------------- | --- | --- | --- | --- | --- | --- | --- | --- |
|  | 1.   | Sammargheritese      | 45  | 30  | 18  | 9   | 3   | 56  | 13  | +43 |
|  | 2.   | Arsenalspezia        | 41  | 30  | 17  | 7   | 6   | 46  | 23  | +23 |
|  | 3.   | Pontedecimo          | 39  | 30  | 14  | 11  | 5   | 43  | 25  | +18 |
|  | 4.   | Sampierdarenese 1946 | 37  | 30  | 14  | 9   | 7   | 41  | 21  | +20 |
|  | 5.   | Rivarolese           | 36  | 30  | 12  | 12  | 6   | 53  | 25  | +28 |
|  | 6.   | Ligorna Vivaldi      | 34  | 30  | 12  | 10  | 8   | 40  | 24  | +16 |
|  | 6.   | Vigili Urbani Genova | 34  | 30  | 13  | 8   | 9   | 34  | 27  | +7  |
|  | 8.   | Don Bosco            | 32  | 30  | 12  | 8   | 10  | 37  | 31  | +6  |
|  | 8.   | Fincosit             | 32  | 30  | 11  | 10  | 9   | 29  | 30  | -1  |
|  | 10.  | Riva Trigoso         | 30  | 30  | 10  | 10  | 10  | 37  | 34  | +3  |
|  | 11.  | Carlo Grasso         | 27  | 30  | 9   | 9   | 12  | 20  | 33  | -13 |
|  | 12.  | U.I.T.E.             | 26  | 30  | 8   | 10  | 12  | 42  | 44  | -2  |
|  | 13.  | Borgoratti           | 26  | 30  | 7   | 12  | 11  | 26  | 32  | -6  |
|  | 14.  | Busallese            | 23  | 30  | 6   | 11  | 13  | 24  | 37  | -13 |
|  | 15.  | Bolzanetese          | 14  | 30  | 6   | 2   | 22  | 27  | 91  | -64 |
|  | 16.  | Croce Verde          | 4   | 30  | 1   | 2   | 27  | 16  | 81  | -65 |
|  |      |                      | 480 | 480 | 170 | 140 | 170 | 571 | 571 | 0   |

Legenda:
      Ammesso agli spareggi promozione.
      Retrocesso in Seconda Categoria.
  Non disputa il campionato successivo.
Regolamento:
Due punti a vittoria, uno a pareggio, zero a sconfitta.

## Spareggi promozione

### Classifica finale
|  | Pos. | Squadra         | Pt | G | V | N | P | GF | GS | DR |
|  | ---- | --------------- | -- | - | - | - | - | -- | -- | -- |
|  | 1.   | Sammargheritese | 9  | 6 | 4 | 1 | 1 | 10 | 3  | +7 |
|  | 2.   | Cairese         | 8  | 6 | 3 | 2 | 1 | 7  | 4  | +3 |
|  | 3.   | Arsenalspezia   | 6  | 6 | 3 | 0 | 3 | 8  | 10 | -2 |
|  | 4.   | Vado            | 1  | 6 | 0 | 1 | 5 | 2  | 10 | -8 |

Legenda:
      Promosso in Serie D 1963-1964.
Regolamento:
Due punti a vittoria, uno a pareggio, zero a sconfitta.

### Calendario
| Andata (1ª) | Andata (1ª) | 1ª giornata andata / 6ª giornata ritorno | Ritorno (6ª) | Ritorno (6ª) |
|             |             |                                          |              |              |
| 2 giu.      | _-_         | Cairese-Arsenalspezia                    | 3-2          | 30 giu.      |
| 2 giu.      | 4-1         | Sammargheritese-Vado                     | 0-2          | 30 giu.      |

| Andata (2ª) | Andata (2ª) | 2ª giornata                   | Ritorno (5ª) | Ritorno (5ª) |
|             |             |                               |              |              |
| 9 giu.      | 1-1         | Vado-Cairese                  | 0-1          | 23 giu.      |
| 9 giu.      | 2-0         | Arsenalspezia-Sammargheritese | 0-3          | 23 giu.      |

| \| Andata (3ª) \| Andata (3ª) \| 3ª giornata andata / 4ª giornata ritorno \| Ritorno (4ª) \| Ritorno (4ª) \| \| \| \| \| \| \| \| ?? giu. \| _-_ \| Vado-Arsenalspezia \| _-_ \| ?? giu. \| \| ?? giu. \| _-_ \| Sammargheritese-Cairese \| _-_ \| ?? giu. \| |             |                                          |              |              |
| Andata (3ª) | Andata (3ª) | 3ª giornata andata / 4ª giornata ritorno | Ritorno (4ª) | Ritorno (4ª) |
| |             |                                          |              |              |
| ?? giu. | _-_         | Vado-Arsenalspezia                       | _-_          | ?? giu.      |
| ?? giu. | _-_         | Sammargheritese-Cairese                  | _-_          | ?? giu.      |

### Libri
- Annuario F.I.G.C. 1962-1963, Roma (1963) conservato presso:
  - tutti i Comitati Regionali F.I.G.C.-L.N.D.;
  - la Lega Nazionale Professionisti;
  - la Biblioteca Nazionale Centrale di Firenze;
  - la Biblioteca Nazionale Centrale di Roma;

### Giornali
- Archivio della Gazzetta dello Sport, anni 1962 e 1963, consultabile presso le Biblioteche:
  - Biblioteca Nazionale Braidense di Milano;
  - Biblioteca Nazionale Centrale di Firenze;
  - Biblioteca Nazionale Centrale di Roma;
  - Biblioteca Civica Berio di Genova;
  - e presso Emeroteca del C.O.N.I. di Roma (non è online ma è da consultare in sede).
- La Gazzetta del Lunedì e Il Corriere Mercantile, anni 1962 e 1963, conservati presso la Biblioteca Universitaria di Genova e Biblioteca Civica Berio di Genova